# 越南朝代
越南朝代指越南歷史上某一世系君主統治之政權及其相對應的歷史時期，存在至保大帝阮福永瑞於公元1945年8月30日退位為止。

## 名稱
越南歷史學通常以某王朝統治家族之姓氏稱其王朝。例如：丁朝因其君主姓「丁」故得此名。越南因受中國政治及文化影響，越南王朝如同中國王朝在建立之初會確立其政權之正式名稱，即國號。但是，不同於中國王朝的是越南並非每次改朝換代都會更改前朝的國號，故若以國號稱呼越南王朝將容易產生混淆。例如：李朝（自李聖宗李日尊統治時期起）、陳朝、後陳朝、後黎朝、莫朝、西山朝均以「大越」作為國號。
在越南語裡，「朝」可寫作（「茹」）或（「朝」）。例如：莫朝可以（「茹莫」）或（「莫朝」）稱之。

## 王朝起源
除長達一千餘年的中國統治時期（史稱「北屬時期」）之外，數個獨立時期的越南王朝之統治家族實際源於中國。此類王朝包括：
- 據《大越史記全書·外紀·鴻厖紀》、《嶺南摭怪·鴻龐氏傳》等越南古籍記載，鴻龐氏開國之君涇陽王祿續是中國傳說人物神農之後代[1][2]。
- 據《大越史記全書》與《欽定越史通鑑綱目》記載，蜀朝開國君主安陽王蜀泮來自中國巴蜀地區。
- 趙朝是由來自中國真定縣的原秦朝將領南越武帝趙佗所建[3][4]。越南傳統歷史學將趙朝列為越南正統王朝之一，但現代學者大多否定其正統地位並視其為統治越南的中國政權，此乃「趙朝正統性問題」[5]。
- 前李朝開國之君李賁之七世祖來自中國，因西漢末年戰亂而南逃至交州[6][7][8][9][10][11][12]。
- 李朝開國君主李太祖李公蘊原為中國福建泉州人[13][14][15]。李太祖之父顯慶王李淳安在李太祖之祖父李崧被誣告叛國及處死後逃至泉州。
- 據《大越史記全書》記載，陳朝開國之君陳太宗陳煚的先世來自中國福建[13][15]。後陳朝與陳朝均由同一家族統治。
- 胡朝開國之君胡季犛自稱為中國陳國開國君主陳胡公媯滿之後裔，而陳胡公又是舜之後代[16][17]。為此，胡季犛以舜之有虞氏而建國號「大虞」。胡季犛之先祖胡興逸原是中國浙江人，後於五代十國時期定居安南。西山朝統治家族原姓「胡」，與胡朝統治家族同宗[18]。

## 王朝關係
數個獨立時期的越南王朝存在某種聯繫：
- 楊雲娥原為丁朝第一位君主丁先皇丁部領之皇后，後成為前黎朝開國君主黎桓之皇后。
- 李朝開國之君李太祖李公蘊之皇后黎氏佛銀原是前黎朝公主，為前黎朝建立者黎桓所生。
- 李朝末代皇帝李昭皇李天馨與陳朝開國之君陳太宗陳煚是夫妻關係。
- 胡朝建立者胡季犛是陳朝末代皇帝陳𤇼的外祖父。
- 後陳朝首位君主簡定帝陳頠是陳朝第九位皇帝陳藝宗陳暊之子、陳朝第十二位君主陳順宗陳顒之兄。
- 黎初朝及黎中興朝統稱為「後黎朝」；黎中興朝建立者黎莊宗黎寧是黎初朝第十一位皇帝黎昭宗黎椅之子。
- 西山朝統治家族與胡朝統治家族源於同一先祖。
- 阮朝開國皇帝嘉隆帝阮福映是廣南國第八位阮主阮世宗阮福濶之孫。

## 越南朝代列表
| 朝代                            | 朝代 | 統治時期                 | 統治時期                    | 統治時期 | 君主 | 君主          | 君主                                         | 君主          |
| 歷史學稱謂 （中文／越南國語字） | 國號 （中文／越南國語字）                                                                                             | 起始                     | 終結                        | 時長     | 國姓 | 初代          | 末代                                         | 列表 / 世系圖 |
| ------------------------------- | --- | ------------------------ | --------------------------- | -------- | ---- | ------------- | -------------------------------------------- | ------------- |
| 鴻龐氏                          | 赤鬼 （公元前2879年－公元前2524年）文郎 （公元前2524年－公元前258年）                                                 | 公元前2879年             | 公元前258年                 | 2621年   |      | 涇陽王 祿續   | 雄璿王                                       | (表)          |
| 蜀朝                            | 甌貉 | 公元前257年              | 公元前207年                 | 50年     | 開明 | 安陽王 蜀泮   | 安陽王 蜀泮                                  | (表)          |
| 趙朝                            | 南越 | 公元前204年              | 公元前112年                 | 92年     | 趙   | 南越武帝 趙佗 | 趙建德                                       | (表)(圖)      |
| 西漢                            | （無單獨的越南國號）                                                                                                  | 公元前111年 （元鼎六年） | 公元9年 （初始元年）        | 120年    | 劉   | 漢武帝 劉徹   | 劉婴                                         | (表)(圖)      |
| 新朝                            | （無單獨的越南國號）                                                                                                  | 公元9年 （始建國元年）   | 公元23年 （始建國地皇四年） | 14年     | 王   | 王莽          | 王莽                                         | (表)(圖)      |
| 東漢                            | （無單獨的越南國號）                                                                                                  | 公元25年 （建武元年）    | 公元220年 （延康元年）      | 195年    | 劉   | 漢光武帝 劉秀 | 漢獻帝 劉協                                  | (表)(圖)      |
| 東吳                            | （無單獨的越南國號）                                                                                                  | 公元222年 （黃武元年）   | 公元280年 （天紀四年）      | 45年     | 孫   | 吳大帝 孫權   | 孫皓                                         | (表)(圖)      |
| 西晉                            | （無單獨的越南國號）                                                                                                  | 公元266年 （泰始元年）   | 公元316年 （建興四年）      | 41年     | 司馬 | 晉武帝 司馬炎 | 晉愍帝 司馬鄴                                | (表)(圖)      |
| 東晉                            | （無單獨的越南國號）                                                                                                  | 公元317年 （建武元年）   | 公元420年 （元熙二年）      | 103年    | 司馬 | 晉元帝 司馬睿 | 晉恭帝 司馬德文                              | (表)(圖)      |
| 劉宋                            | （無單獨的越南國號）                                                                                                  | 公元420年 （永初元年）   | 公元479年 （明三年）        | 59年     | 劉   | 宋武帝 劉裕   | 宋順帝 劉準                                  | (表)(圖)      |
| 南齊                            | （無單獨的越南國號）                                                                                                  | 公元479年 （建元元年）   | 公元502年 （中興二年）      | 23年     | 蕭   | 齊高帝 蕭道成 | 齊和帝 蕭寶融                                | (表)(圖)      |
| 梁朝                            | （無單獨的越南國號）                                                                                                  | 公元502年 （天監元年）   | 公元544年 （大同十年）      | 42年     | 蕭   | 梁武帝 蕭衍   | 梁武帝 蕭衍                                  | (表)(圖)      |
| 前李朝                          | 萬春 | 公元544年 （天德元年）   | 公元602年                   | 58年     | 李   | 李賁          | 李佛子                                       | (表)(圖)      |
| 隋朝                            | （無單獨的越南國號）                                                                                                  | 公元602年 （仁壽二年）   | 公元618年 （大業十四年）    | 16年     | 楊   | 隋文帝 楊堅   | 隋煬帝 楊廣                                  | (表)(圖)      |
| 唐朝                            | （無單獨的越南國號）                                                                                                  | 公元621年 （武德四年）   | 公元907年 （天祐四年）      | 271年    | 李   | 唐高祖 李淵   | 唐哀帝 李柷                                  | (表)(圖)      |
| 武周                            | （無單獨的越南國號）                                                                                                  | 公元690年 （天授元年）   | 公元705年 （神龍元年）      | 15年     | 武   | 周聖神帝 武曌 | 周聖神帝 武曌                                | (表)(圖)      |
| 南漢                            | （無單獨的越南國號）                                                                                                  | 公元930年 （大有三年）   | 公元938年 （大有十一年）    | 8年      | 劉   | 漢高祖 劉龑   | 漢高祖 劉龑                                  | (表)(圖)      |
| 吳朝                            | 靜海軍 | 公元939年                | 公元965年                   | 26年     | 吳   | 吳權          | 南晉王 吳昌文 （共治）天策王 吳昌岌 （共治） | (表)(圖)      |
| 丁朝                            | 大瞿越 | 公元968年                | 公元980年 （太平十一年）    | 12年     | 丁   | 丁先皇 丁部領 | 丁璿                                         | (表)(圖)      |
| 前黎朝                          | 大瞿越 | 公元980年 （天福元年）   | 公元1009年 （景瑞二年）     | 29年     | 黎   | 黎桓          | 黎龍鋌                                       | (表)(圖)      |
| 李朝                            | 大瞿越 （公元1009年－公元1054年）大越 （公元1054年－公元1225年）                                                      | 公元1009年 （景瑞二年）  | 公元1225年 （天彰有道二年） | 216年    | 李   | 李太祖 李公蘊 | 李昭皇 李天馨                                | (表)(圖)      |
| 陳朝                            | 大越 | 公元1225年 （建中元年）  | 公元1400年 （建新三年）     | 175年    | 陳   | 陳太宗 陳煚   | 陳𤇼                                         | (表)(圖)      |
| 胡朝                            | 大虞 | 公元1400年 （聖元元年）  | 公元1407年 （開大五年）     | 7年      | 胡   | 胡季犛        | 胡漢蒼                                       | (表)(圖)      |
| 明朝                            | （無單獨的越南國號）                                                                                                  | 公元1407年 （永樂五年）  | 公元1427年 （宣德二年）     | 20年     | 朱   | 永樂帝 朱棣   | 宣德帝 朱瞻基                                | (表)(圖)      |
| 後陳朝                          | 大越 | 公元1407年 （興慶元年）  | 公元1413年 （重光五年）     | 6年      | 陳   | 簡定帝 陳頠   | 重光帝 陳季擴                                | (表)(圖)      |
| 黎初朝                          | 大越 | 公元1428年 （順天元年）  | 公元1527年 （統元六年）     | 99年     | 黎   | 黎太祖 黎利   | 黎恭皇 黎椿                                  | (表)(圖)      |
| 莫朝                            | 大越 | 公元1527年 （明德元年）  | 公元1677年 （順德四十年）   | 150年    | 莫   | 莫太祖 莫登庸 | 莫敬宇                                       | (表)(圖)      |
| 黎中興朝                        | 大越 | 公元1533年 （元和元年）  | 公元1789年 （昭統三年）     | 256年    | 黎   | 黎莊宗 黎寧   | 黎愍帝 黎維祁                                | (表)(圖)      |
| 西山朝                          | 大越 | 公元1778年 （泰德元年）  | 公元1802年 （寶興二年）     | 24年     | 阮   | 泰德帝 阮岳   | 景盛帝 阮光纘                                | (表)(圖)      |
| 阮朝                            | 南越 （公元1802年－公元1804年）越南 （公元1804年－公元1839年） 大南 （公元1839年－公元1945年）越南帝國 （公元1945年） | 公元1802年 （嘉隆元年）  | 公元1945年 （保大二十年）   | 143年    | 阮福 | 嘉隆帝 阮福映 | 保大帝 阮福永瑞                              | (表)(圖)      |

※本列表僅顯示越南歷史上的正統王朝。民變政權（如：梅叔鸞）、割據政權（如：廣南國）及統治占婆的諸王朝均不被列入。